# Moya Brennan
Moya Brennan eller  Máire Ní Bhraonáin, även känd som Máire Brennan, född 4 augusti 1952 i Gaoth Dobhair, är en irländsk musiker. Hon är bland annat sångerska i den irländska gruppen Clannad som i övrigt består av hennes äldre syskon Ciarán och Pól Brennan samt Pádraig och Noel Duggan. Hennes syster Eithne Pádraigín Ní Bhraonáin, känd som Enya, var medlem i Clannad 1980–1982.